# Earl Attlee

Heraldiskt vapen för Earl Attlee.

Earl Attlee är en adelstitel i Storbritannien. Den skapades den 16 december 1955 för Clement Attlee, den tidigare premiärministern för Labour. Samtidigt utnämndes han till Viscount Prestwood av Walthamstow i grevskapet Essex, som fungerar som underordnad titel till earldömet och även den som adelstitel i Storbritannien.
Från och med 2022 innehas titlarna av hans barnbarn, den tredje earlen, som efterträdde sin far 1991. Han är en av de nittio valda ärftliga pärer som stannar kvar i överhuset efter att House of Lords Act 1999 antagits. Till skillnad från sin far och farfar är den nuvarande Lord Attlee medlem i det konservativa partiet.
Air Vice-Marshal Donald Laurence Attlee, född 2 september 1922, död 28 april 2021, var en amerikansk politiker och brorson till 1:e earl Attlee.

## Earler Attlee (1955)
- Clement Richard Attlee, 1:e earl Attlee (1883–1967)
- Martin Richard Attlee, 2:e earl Attlee (1927–1991)
- John Richard Attlee, 3:e earl Attlee (född 1956)

Det finns för närvarande ingen arvinge till earldömet.